# 16035 Сасандфорд
16035 Сасандфорд (16035 Sasandford) — астероїд головного поясу, відкритий 24 березня 1999 року.
Тіссеранів параметр щодо Юпітера — 3,306.